# Zuzana Hofmannová
Zuzana Hofmannová, née Charvátová le 15 juin 1959 et morte le 31 juillet 2012 à Broad Peak (Pakistan) est une alpiniste et grimpeuse tchèque. Elle a gravi quatre sommets de huit mille mètres : Shishapangma, Cho Oyu, Manaslu et Broad Peak, devenant ainsi la première femme tchèque à atteindre le sommet de trois d'entre eux : Shishapangma, Manaslu et Broad Peak.

## Carrière sportive
Elle découvre l'alpinisme grâce à un documentaire télévisé sur le Nanga Parbat, quand elle a15 ans. Elle deviendra l'une des meilleures alpinistes tchèques de sa génération et se classera parmi les meilleurs alpinistes européens dans les années 1980.

### Premières ascensions
Hofmannová a commencé l'escalade à Labské Údolí, dans la vallée de l'Elbe, à l'insu de ses parents. En 1979, elle rejoint l'association tchèque d'escalade où elle est entraînée par Václav Širl (cs). Elle est rapidement repérée. En 1982, elle réalise la Première ascension libre féminine et également la première ascension hivernale du Piz Badile aux côtés d'Alenou Stehlíkovou, par la voie Direttissima Isherwood-Kosterlitz,.
En 1985, elle a atteint le sommet du Huascarán (6 655 m) dans la Cordillère Blanche au Pérou, au sein d'une équipe d'expédition entièrement féminine. En 1988, elle avait réalisé plus de 100 ascensions sur différents itinéraires dans les Hautes Tatras.

### Alpinisme
En 1984, elle réalise sa première ascension de l'Himalaya avec une tentative d'ascension du Dhaulagiri, atteignant 7 900 m. En 1985, elle fait partie de la première ascension par une équipe entièrement féminine de la face nord du Huascarán dans les Andes péruviennes, aux côtés de Blanka Nedvědická (cs) Ewa Szoresniak, Ewa Panejko-Pankiewicz (pl) et Amalia Kapłoniak (pl),. Elle est revenue à Huascarán en 1998, devenant ainsi la première femme à atteindre le sommet par la face Nord à deux reprises.
En 2003, elle joue son propre rôle dans Ceské himalájské dobrodruzstvía, une série documentaire tchèque sur l'Himalaya. Au cours des années suivantes, elle se consacre à plusieurs expéditions en Himalaya et deviendra la première femme tchèque à atteindre le sommet du Shishapangma (2004) et la première personne tchèque à atteindre le sommet du Manaslu (2006),,.
En 2005, elle fait demi-tour dans une tentative d'ascension du Nanga Parbat en raison d'une avalanche.
En 2009, elle a réussi à gravir son troisième sommet de huit mille mètres, le Cho Oyo,.

### Disparition en montagne
Le 31 juillet 2012, à l'âge de 53 ans, elle est la première alpiniste tchèque à atteindre le sommet du Broad Peak. Ce serait son quatrième sommet de plus de 8 000 m,,. Elle a atteint le sommet seule et meurt dans la descente, probablement emportée par une avalanche,. Ses partenaires d'escalade Antonín Bělík et Vít Auermüller n'étaient pas avec elle, ils s'étaient déviés pour porter secours à un alpiniste taïwanais en route vers le sommet,.
En 2013, elle a été nommée membre honoraire de l'Académie nationale des sciences tchèque.

## Ascensions notables
- 1980 : Première hivernale du Monte Civetta, par la voie Messner[5]
- 1982 : première ascension féminine et première hivernale de la voie Isherwood-Kosterlitz Direttissima, sur le Piz Badile[4]
- 1984 : expédition tchécoslovaque au Dhaulágirí (8 167 m)[8]
- 1985 : expédition féminine, sommet par la face nord du Huascarán[10]
- 1988 : expédition à l'Annapurna
- 1998 : face nord du Huascarán, devenant la première alpiniste à gravir cette voie à deux reprises[10]
- 2000 : Pamir, Pik Lénine (7 134 m)
- 2002 : Ťan-šan (7 439 m), Chan Tengri (6 995 m)
- 2003 : Pamir, Pic Ozodi (7 105 m), Qullai Ismoili Somoni (7 495 m)
- 2004 : Shishapangma (8 027 m)
- 2006 : Manaslu (8 163 m) par la voie du nord-est du Japon, la première ascension par une femme tchèque
- 2007 : expédition à Gasherbrum I
- 2009 : parcours classique, Cho Oyu (8 201 m)
- 2011 : Spantik (7 027 m)
- 2012 : Broad Peak (8 051 m)